# 이효재 (1958년)
이효재(1958년생)는 대한민국의 한복 디자이너이자 보자기 아티스트이다. 그녀의 성북동 샵은 한국문화를 체험하는 외국귀빈들의 방문 과정이기도 한 복합 문화 공간이 되었다. 그녀는 또한 국내뿐만 아니라 프란치스코 교황과 영국 에드워드 왕자와같은 국제적인 유명인사들을 위한 특별한 선물 포장도 만들어 선사했다. 저서로는 효재처럼 보자기 선물과 시가 있는 효재밥상등이 있다. 2014년 대한민국 식품대전 홍보대사였으며, 2017년에는
한중 국제영화제 문화위원장이었다. 또한 한국 문화를 더 멀리 세계에 알리고자 한류스타 배용준과 함께  ‘한국의 아름다움을 찾아 떠난 여행' 이란 여행서를 발간하였다.